# Шипеловы
 Шипеловы — деревня в Кировской области. Входит в состав муниципального образования «Город Киров»

## География
Расположена на расстоянии примерно 8 км по прямой на запад-юго-запад от железнодорожного вокзала станции Киров.

## История
Известна с 1671 года как починок Елкинской Снегирева с 1 двором, в 1764 (починок Снигиревской) 16 жителей, в 1802 4 двора. В 1873 году здесь (деревня Снигиревская или Шипеловы) дворов 4 и жителей 34, в 1905 7 и 42, в 1926 (Шипелевы или Снигиревская) 10 и 50, в 1950 (Шипеловы) 9 и 28, в 1989 6 жителей. Административно подчиняется Ленинскому району города Киров.

## Население
Постоянное население составляло 0 человек в 2002 году, 7 в 2010.